# Pembina Pipeline
Pembina Pipeline ist ein kanadischer Pipelinebetreiber mit Sitz in Calgary. Das Unternehmen betreibt ein Pipelinenetzwerk in Westkanada sowie eine Verbindungspipeline in den USA, die hauptsächlich durch Nevada und Utah verläuft. Pembina Pipeline besitzt Transport- und Lagerkapazitäten für Rohöl, Kondensat, Flüssiggas und Erdgas. Weiterhin unterhält das Unternehmen Aufbereitungsanlagen für Öl und Gas.
Pembina Pipeline wurde 1954 gegründet und unterhielt ein Pipelinesystem im Pembina Ölfeld in der kanadischen Provinz Alberta. Im Jahr 1978 wurde das milliardste Barrel Öl transportiert. Ein Börsengang erfolgte 1998. In einem Zeitraum von mehreren Jahrzehnten wurden verschiedene Wettbewerber übernommen, wodurch sich das unternehmenseigene Pipelinenetz stark ausweitete. Zu den größten Übernahmen zählen die von Provident Energy (2012), die von Veresen (2017) und die der kanadischen Sparte von Kinder Morgan (2019).
Pembina plante 2021 den kanadischen Mitbewerber Inter Pipeline für 5,6 Mrd. Euro (8,3 Mrd. CAD) zu übernehmen und damit ein ursprüngliches Übernahmeangebot von Brookfield Infrastructure Partners über 7,8 Mrd. CAD zu überbieten. Das Übernahmeangebot von Pembina wurde von Brookfield Infrastructure Partners überboten, die Inter Pipeline im August 2021 für rund 8,58 Mrd. CAD mehrheitlich übernahmen.